# 岡山県健康の森学園障害者支援施設
岡山県健康の森学園障害者支援施設（おかやまけんけんこうのもりがくえんしょうがいしゃしえんしせつ）は、岡山県新見市にある知的障害者の福祉施設。岡山県健康の森学園支援学校と併設している。

## 所在地
〒718-0313　岡山県新見市哲多町大野2034-5

## 設置者
岡山県（指定管理者は社会福祉法人岡山県健康の森学園）

## 事業内容
- 健康の森学園障害者支援施設
  - 自立訓練事業
  - 就労移行支援事業
  - 施設入所支援
- 健康の森学園就労継続支援事業所